# Wspólnota administracyjna Zell im Wiesental
Wspólnota administracyjna Zell im Wiesental – wspólnota administracyjna (niem. Vereinbarte Verwaltungsgemeinschaft) w Niemczech, w kraju związkowym Badenia-Wirtembergia, w rejencji Fryburg, w regionie Hochrhein-Bodensee, w powiecie Lörrach. Siedziba wspólnoty znajduje się w mieście Zell im Wiesental, przewodniczącym jej jest Rudolf Rümmele.
Wspólnota zrzesza jedno miasto i jedn gminę:
- Häg-Ehrsberg, 889 mieszkańców, 25,03 km²
- Zell im Wiesental, miasto, 5 937 mieszkańców, 36,13 km²